# Horst von Rosenberg-Gruszczynski
Horst Felix Raphael von Rosenberg-Gruszczynski (* 12. Juli 1855 in Gallnau; † 3. November 1923 in Berlin-Wannsee) war ein preußischer Generalleutnant.

## Leben

### Herkunft
Seine Eltern waren Camillo Heinrich Rudolf von Rosenberg-Gruszczynski (* 16. Februar 1817; † 4. November 1867) und dessen Ehefrau die Laura Karoline Adelgunde Albertine Julie Auguste Freiin von Rosenberg (* 17. Mai 1821; † 24. Mai 1889). Sein Vater war Premierleutnant im Ostpreußischen Kürassier-Regiment Nr. 3 a. D. und Landschaftsrat in Leibitsch.

### Militärkarriere
Rosenberg-Gruszczynski wurde im elterlichen Hause erzogen. Nach dem Tod seines Vaters absolvierte er ab 4. Mai 1868 die Kadettenanstalt Culm und wurde am 14. August 1870 zum Unteroffizier befördert. Zum 1. Mai 1871 wechselte er in die Hauptkadettenanstalt nach Berlin. Von dort wurde er am 23. April 1874 als Sekondeleutnant dem 2. Niederschlesischen Infanterie-Regiment Nr. 47 der Preußischen Armee in Straßburg überwiesen. Als solcher war Rosenberg-Gruszczynski ab dem 10. Januar 1876 Adjutant und Gerichtsoffizier des II. Bataillons in Neu-Breisach und in gleicher Funktion ab dem 1. Oktober 1879 beim II. Bataillon des Landwehr-Regiments Nr. 131 in Altkirch. Von dort wurde er am 22. März mit Wirkung zum 1. April 1881 in das neuformierten Infanterie-Regiment Nr. 128 nach Danzig versetzt. Zur weiteren Ausbildung folgte vom 1. Oktober 1882 bis 21. Juli 1885 seine Kommandierung zur Kriegsakademie nach Berlin und seine zwischenzeitliche Beförderung zum Premierleutnant am 12. Februar 1884. Unter Stellung à la suite wurde Rosenberg-Gruszczynski am 22. März mit Wirkung vom 1. April 1887 als Adjutant der 9. Infanterie-Brigade nach Frankfurt (Oder) versetzt.
Unter der Belassung in seiner Stellung wurde er am 22. März 1889 zum Hauptmann befördert à la suite seines neuen Regiments, 7. Thüringische Infanterie-Regiment Nr. 96, in das er zeitgleich versetzt wurde. Zum Chef der in Rudolstadt stationierten 11. Kompanie ernannt, wurde er am 15. Oktober 1889 in sein Regiment einrangiert. Als solcher wurde er am 12. September 1894 Adjutant der 34. Division in Metz. Unter der Belassung seiner Stellung versetzte man ihn am 27. Januar 1896 unter der Beförderung zum Major in das Königs-Infanterie-Regiment Nr. 145. Seit dem 1. Juli 1897 erhielt er, nachdem er am 17. Juni in seine Stellung im Regiment wechselte, seine Gebührnisse als Stabsoffizier. Zum Kommandeur des Bataillons der Füsiliere vom Leib-Grenadier-Regiment „König Friedrich Wilhelm III.“ (1. Brandenburgisches) Nr. 8 ernannt, kehrte er am 20. Juli 1897 nach Frankfurt (Oder) zurück.

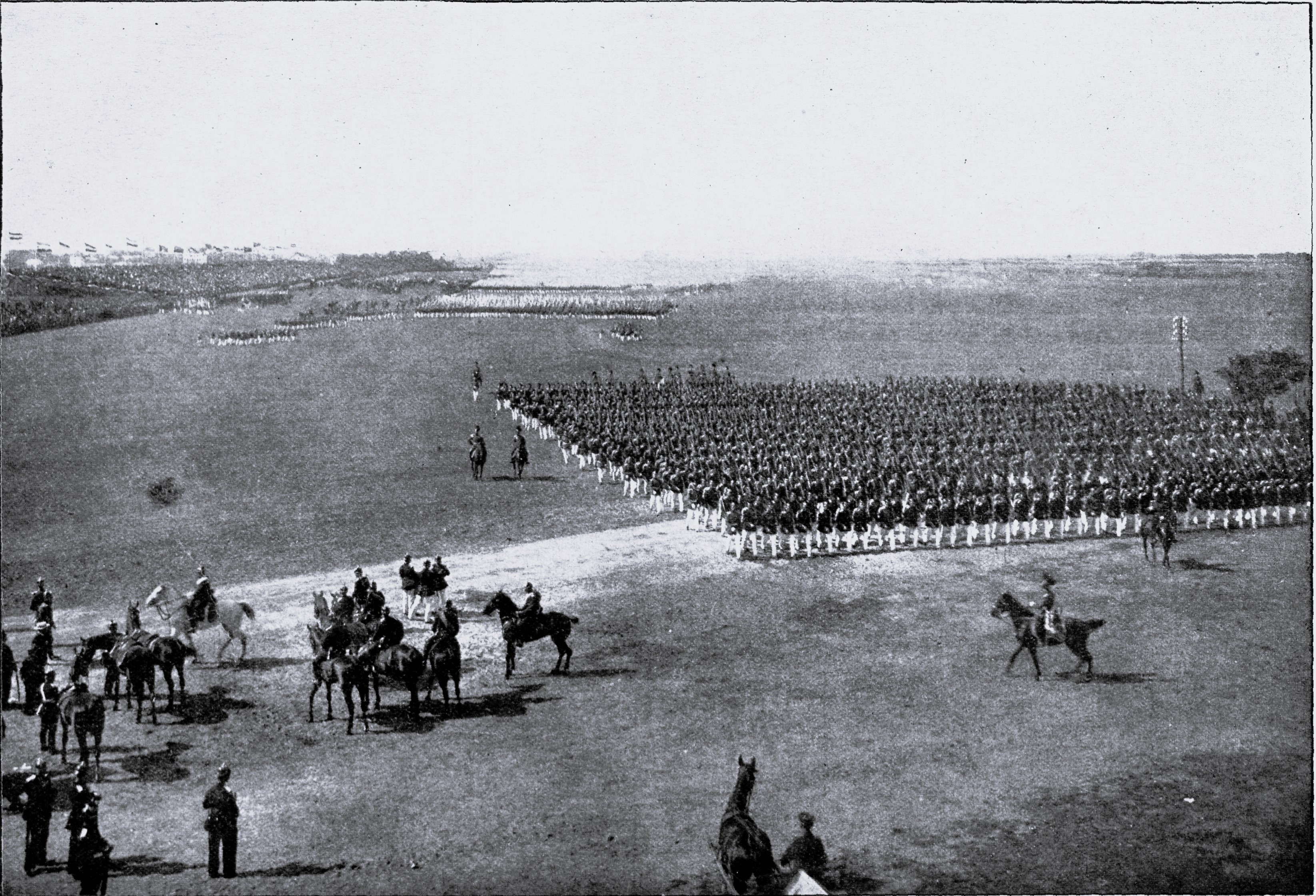
Kaiserparade zu Altona

Am 30. Juni 1900 erhielt Rosenberg-Gruszczynski das Kommando über das Lauenburgische Jäger-Bataillon Nr. 9 in Ratzeburg und wurde am 22. April 1902 zum Oberstleutnant befördert. Als solcher führte das Bataillon bei dem Kaisermanöver des Jahres 1904 und vertrat es bei der anschließenden Kritik des Kaisers. Unter der Beförderung zum Oberst wurde er am 22. April 1905 zum Kommandeur des Infanterie-Regiments „Herwarth von Bittenfeld“ (1. Westfälisches) Nr. 13 in Münster ernannt. Dieses Regiment gab er am 19. Februar 1909 ab, wurde zunächst mit der Führung der 34. Infanterie-Brigade (Großherzoglich Mecklenburgische) in Schwerin beauftragt und mit seiner Beförderung zum Generalmajor am 2. Juni 1909 zum Kommandeur dieser Brigade ernannt. Unter Verleihung des Charakters als Generalleutnant wurde Rosenberg-Gruszczynski am 22. April 1912 zur Disposition gestellt.
Während des Ersten Weltkriegs wurde Rosenberg-Gruszczynski reaktiviert und war vom 1. Januar 1915 bis 30. November 1917 Kommandeur der 44. Landwehr-Infanterie-Brigade. Der 8. Ersatz-Division unterstellt, nahm er unter anderen bei den Kämpfen im Priesterwald an der Westfront teil. Seine Mobilmachungsbestimmung wurde zum 1. Dezember 1917 aufgehoben.

### Familie
Rosenberg-Gruszczynski heiratete am 6. Oktober 1887 Adolfine Ida Angelika, geborene von Gerlach (* 1. Juni 1862). Aus der Ehe gingen mehrere Kinder hervor:
- Maria Laura Adolfine (* 14. Januar 1889 in Frankfurt a. O.)
- Elisabeth Editha Margarete (* 20. März 1890 in Rudolstadt)
- Friedrich Kamillo Anton August (* 30. Januar 1893 in Rudolfstadt) und fiel während des Ersten Weltkriegs als Leutnant am 27. September 1915 bei Ripont
- Franz Heinrich (* 29. Januar 1896 in Metz), wurde als Oberst 1945 aus Berlin nach Russland verschleppt und gilt seitdem als vermisst

## Auszeichnungen
- Großoffizier des Ordens der Siamesischen Krone[4] im Februar 1908
- Preußisches Dienstauszeichnungskreuz[4]
- Großkomtur des Greifenordens[4]
- Komtur I. Klasse des Albrechts-Ordens[4] im Januar 1910
- Stern zum Kronenorden II. Klasse am 21. Januar 1912
- Eisernes Kreuz (1914) II. und I. Klasse
- Schwerter zum Roten Adlerorden II. Klasse mit Eichenlaub am 21. Juni 1917